# إيفان دورن
إيفان دورن (بالأوكرانية: Іван Дорн) هو مذيع وموسيقي ومغني ومقدم تلفزيوني وممثل أوكراني، ولد في 17 أكتوبر 1988 في تشيليابنسك في روسيا.

## وصلات خارجية
- الموقع الرسمي
- إيفان دورن على موقع IMDb (الإنجليزية)
- إيفان دورن على موقع ميوزك برينز (الإنجليزية)
- إيفان دورن على موقع أول ميوزيك (الإنجليزية)
- إيفان دورن على موقع ديسكوغز (الإنجليزية)
- إيفان دورن على موقع قاعدة بيانات الفيلم (الإنجليزية)
- إيفان دورن على موقع كينوبويسك (الروسية)